# Черемењечко језеро
Черемењечко језеро (рус. Череменецкое озеро) језеро је на северозападу европског дела Руске Федерације. Налази се у јужном делу Лушког рејона, на крајњем југозападу Лењинградске области. Језеро се налази у сливном подручју реке Луге, односно Финског залива Балтичког мора, са којом је повезан комплексном мрежом отока и канала.
Черемењечко језеро протеже се готово меридијанским правцем у дужини од 14,7 километара, док му је ширина доста мала, максимално до 1,8 километара (у просеку око једног километра). Површина језерске акваторије је 15,0 км², а дужина обале 37 км. Језеро је доста дубоко, са максималном дубином од 27 метара, односно са просечном дубином од 8 м. Површина језера лежи на надморској висини од 38,6 метара. Просечна запремина језера је 0,118 км³.
У Черемењечко језеро се уливају реке Бистрица и Кукса и 9 мањих потока, а површина сливног подручја језера је 496 км². Преко реке Бистрице повезано је са суседним језером Врево које се налази свега неколико километара југозападно. Једина отока Черемењечког језера је река Ропотка преко које је језеро даље повезано са басеном реке Луге. Занимљиво је да током високог водостаја реке Луге, кретање воде у реци Ропотки поприма супротан смер, и самим тим вода из реке Луге плави Черемењечко језеро.
Обале језера су доста високе и стрме, местимично готово вертикалне, и непосредно уз обале се налазе бројни извори. Вода у језеру је доста чиста и прозрачна, а језерско дно је могуће јасно видети до дубина од 4 до 6 метара.
На обали језера, на Манастирском полуострву недалеко од села Черемењец, налази се православни мушки манастир Руске православне цркве (Черемењечки манастир светог Јована Богослова) из 1478. године. Сам манастир се налази на листи културног наслеђа Руске Федерације, где је заведен по бројем 4700546000. На обалама језера налазе се села Солнцев Берег, Наволок, Репји, Југостици, Голубково, Петровска Горка, Красни Октјабр.
На обалама језера налази се неколико археолошких локалитета, међу којима су гробна поља Рапти-Наволок II и Рапти-Наволок III из XI века (код одмаралишта Боровско Купалишче), док се код села Петровска Горка налазе остаци средњовековне тврђава Петровская Горка-1.